# Angelo Fagiani
Angelo Fagiani (ur. 18 kwietnia 1943 w Monterubbiano, zm. 4 lipca 2020 w Fermo) – włoski duchowny rzymskokatolicki, w latach 1997-2007 arcybiskup Camerino-San Severino Marche.

## Życiorys
Święcenia kapłańskie przyjął 13 marca 1967. 14 kwietnia 1997 został mianowany biskupem Camerino-San Severino Marche. Sakrę biskupią otrzymał 31 maja 1997. 3 września 2007 zrezygnował z urzędu.